# Pupalia alopecurus
Pupalia alopecurus är en amarantväxtart som beskrevs av Edward Fenzl. Pupalia alopecurus ingår i släktet Pupalia och familjen amarantväxter. Inga underarter finns listade i Catalogue of Life.